# Ophioscincus cooloolensis
Espèce
Ophioscincus cooloolensis est une espèce de sauriens de la famille des Scincidae.

## Répartition
Cette espèce est endémique du Queensland en Australie.

## Étymologie
Son nom d'espèce, composé de coolool et du suffixe latin -ensis, « qui vit dans, qui habite », lui a été donné en référence au lieu de sa découverte : le comté de Cooloola.

## Publication originale
- Greer & Cogger, 1985 : Systematics of the reduce-limbed and limbless skinks currently assigned to the genus Anomalopus (Lacertilia: Scincidae). Records Of The Australian Museum, vol. 37, no 1, p. 11-54 (texte intégral).